# Belaj (Cerovlje)
Pour les articles homonymes, voir Belaj.
Belaj (en italien : Bellai) est une localité de Croatie située dans la municipalité de Cerovlje, comitat d'Istrie. Au recensement de 2001, elle comptait 18 habitants.

## Démographie
| 1948 | 1953 | 1961 | 1971 | 1981 | 1991 | 2001 |
| ---- | ---- | ---- | ---- | ---- | ---- | ---- |
| 133  | 122  | 111  | 63   | 44   | 34   | 18   |